# Жуковский, Денис Юрьевич
Денис Юрьевич Жуковский (19 июля 1980, Елец, Липецкая область) — российский футболист и футбольный тренер, выступал на позиции нападающего.

## Биография
Начинал карьеру в любительском футболе. Играл в первенстве КФК сначала за «Торпедо» (Елец), а затем за ФК «Елец». В 2000 году «Елец» вернул себе утраченный ранее профессиональный статус и вошёл в число участников второго дивизиона. На профессиональном уровне Жуковский сыграл за команду 103 матча и забил 30 голов. В 2003 году подписал контракт с клубом первого дивизиона «Металлург» (Липецк). После вылета клуба из первого дивизиона в 2005 году, был отдан в аренду на полгода в другой клуб лиги «Салют-Энергия», за который провёл 6 матчей. Вернувшись из аренды, выступал за «Металлург» во втором дивизионе ещё полтора года, после чего покинул клуб. После ухода из «Металлурга» выступал за ряд клубов второго дивизиона: воронежские «Динамо-Воронеж», «Факел-Воронеж» и ФСА, а также саратовский «Сокол», но ни в одном из них не задержался больше чем на год. Летом 2010 года, будучи игроком «Сокола», получил травму — разрыв крестообразных связок. До конца года игрок больше не смог выйти на поле и по окончании сезона принял решение завершить карьеру.
После окончания игровой карьеры проживал в Москве, работал преподавателем физкультуры. С 2020 года — директор и главный тренер ФК «Елец». В сентябре 2023 года сталгенеральным директором липецкого «Металлурга».

## Личная жизнь
Сын Кирилл (р. 2002) также стал футболистом. Начинал карьеру в академии московского «Спартака», в 2017 году перешёл в академию «Динамо».

## Достижения
- Лучший бомбардир зоны «Юг» Второго дивизиона: 2007 (17 голов)
- Лучший нападающий зоны «Юг» Второго дивизиона: 2007